# Гэр-Лох
Гэр-Лох (англ. Gare Loch, гэльск. An Gearr Loch) — бухта в области Аргайл-энд-Бьют, Шотландия.

## География

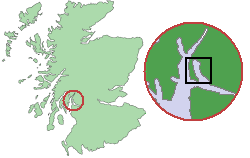

Узкий фьорд длиной 10 км и средней шириной 1,5 км, вытянутый в меридиональном направлении. Южная оконечность открывается в залив Ферт-оф-Клайд проливом Ру. На западном берегу фьорда расположена деревня Рознит, которая дала название одноимённому полуострову и мысу. Полуостров Рознит отделяет Гэр-Лох от фьорда Лох-Лонг, расположенного западнее. Фьорд находится на территории лордов-наместников в бывшем графстве Данбартоншир.
На восточном побережье фьорда расположен город Хеленсборо, откуда открывается красивый вид на мыс Рознит. Деревня Ру, которая находится севернее Хеленсборо, известна своей стоянкой яхт. Далее на север на восточном берегу фьорда располагается военно-морская база Фэслейн, где базируются английские стратегические подводные лодки с ракетами «Трайдент». Военно-морская база находилась во фьорде ещё в годы Второй мировой войны, в 1950-е годы здесь была стоянка списанных кораблей и верфь для их утилизации. В 1980-х годах верфь вошла в состав военно-морской базы.
В северной оконечности фьорда находится деревня Гэрлоххед, где находятся лагеря для активного туризма, железнодорожная станция линии Вест-Хайланд и тренировочная база морской пехоты.
В бухте имеются условия для туризма, яхтинга и рыбной ловли. Здесь находятся полузатопленные останки греческого грузового судна «Каптаяннис», потерпевшего крушение в 1974 году.